# NGC 3918
NGC 3918 je planetární mlhovina v souhvězdí Kentaura s magnitudou 8,1.
Od Země je vzdálená přibližně 4 900 světelných let.
První tuto mlhovinu pozoroval James Dunlop kolem roku 1826,
ale popsal ji pouze jako „hezkou modrou hvězdu“, takže je za jejího objevitele považován John Herschel, který ji zaznamenal 3. dubna 1834
a správně ji popsal jako planetární mlhovinu modré barvy. Ústřední hvězda mlhoviny má magnitudu 14,6 a okolní mlhovina je stará přibližně 3 000 let.
Mlhovina leží v jihozápadním výběžku souhvězdí Kentaura, 3,5° severozápadně od hvězdy Imai (δ Cru) ze sousedního souhvězdí Jižního kříže a dá se vyhledat i triedrem, ve kterém vypadá jako hvězda 8. magnitudy. Známá mlhovina Carina leží 6° směrem na jihozápad od NGC 3918.